# Turraeanthus africana
Espèce
Classification phylogénétique
Statut de conservation UICN

 VU  : Vulnérable
Turraeanthus africana est une espèce de plantes du genre Turraeanthus et de la famille des Meliaceae, connue pour son bois sous le nom commercial d'Avodiré (français). L’avodiré est aussi connu sous les appellations vernaculaires d’Apapaya (Ghana), Apaya (Nigéria) Asama (Cameroun), Blima-pu (Libéria) et Lusamba (Belgique et RDC).

## Étymologie
Le nom du genre est probablement dérivé du nom d’un botaniste italien Antonio Turra (1730-1796) et arithos, un mot grec qui signifie fleur.

## Description et caractéristiques
Le Turraeanthus africana pousse en forêt tropicale et peut atteindre la taille de 35m. Le diamètre de son tronc peut mesurer jusqu’à 1m. Il est généralement blanc crème ou jaune pâle mais s'assombrit à la lumière, se parant d’une couleur jaune doré. Il a un fil entremêlé produisant divers motifs : rayé, frisé, ou moiré.
À l’état transformé, le bois de cet arbre a une densité de 480 à 660 kg/m3. L’indice de dureté dit « Indice de Chalais-Meudon » est de 2,7. Le retrait volumique de l’Avodiré est de 0,36% par %, le retrait tangentiel est de 6,6% et le retrait radial est de 3,8%. Cette essence de bois n’a pas une grande durabilité naturelle. Elle possède une faible résistance aux champignons lignivores et est sensible aux insectes et termites..

## Distribution
Son aire de culture se trouve sur le continent africain : Angola, Bénin, Cameroun, République démocratique du Congo, Côte d'Ivoire, Guinée équatoriale, Ghana, Nigeria, Sierra Leone, et Ouganda.

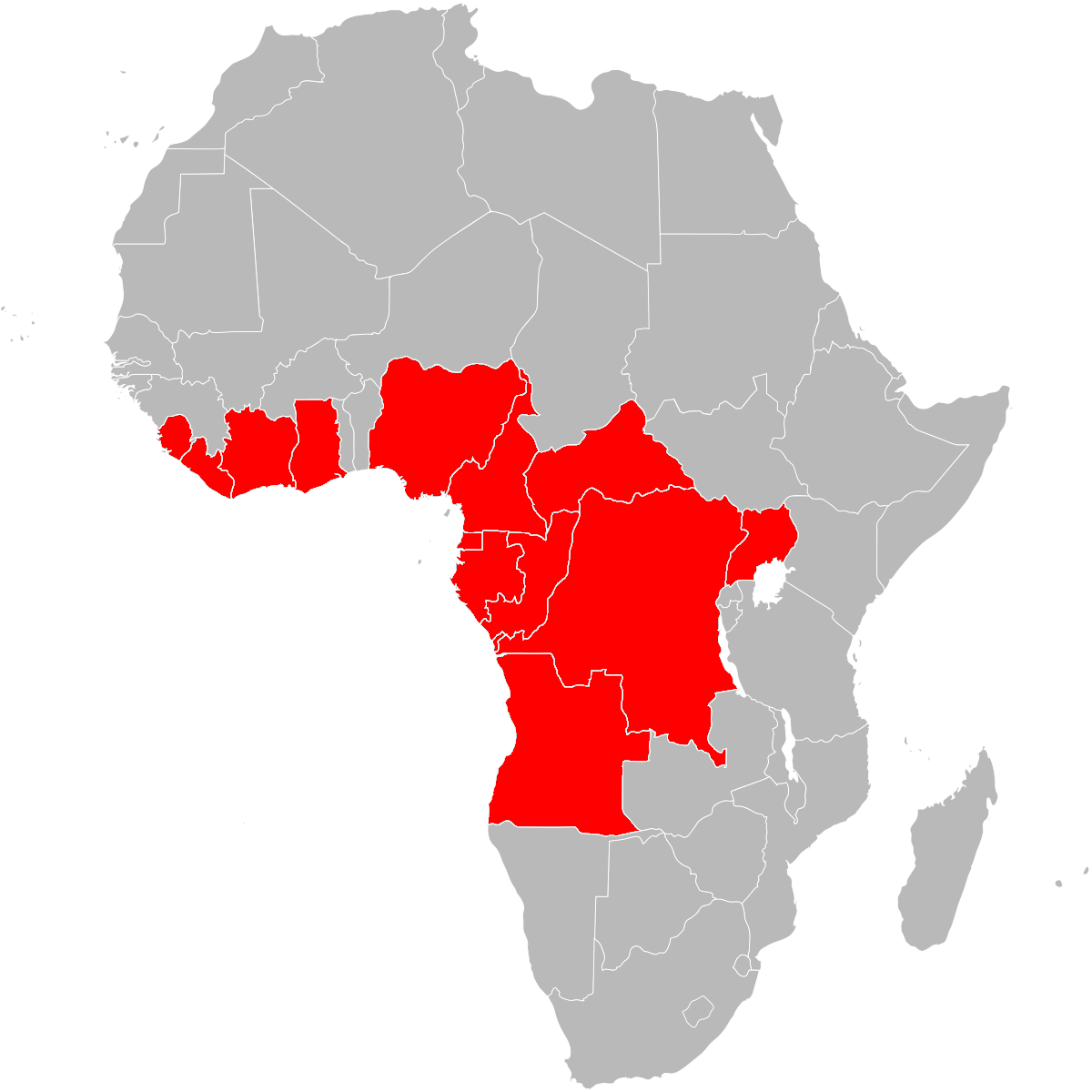
Carte de distribution du Turraeanthus africana (Avodiré)

## Utilisations

### Le bois
L’avodiré est un bois précieux utilisé dans une multitude de domaines industriels ou artisanaux. Il sert dans la fabrication de meubles d’ébénisterie sous la forme de bois massif ou de feuille de placage tranché. Il est utilisé dans la menuiserie haute-gamme sous forme de moulures et lambris. On le retrouve aussi dans la construction navale, la charronnerie et l’industrie papetière.

### Emplois médicinaux traditionnels
Des extraits d’écorce sont employés en médecine traditionnelle pour soigner la toux, la fièvre, l’épilepsie. 

## Menaces
Le Turraeanthus africana est inscrit depuis 1998 sur la liste rouge de l'UICN comme espèce vulnérable (VU). En effet il est menacé par la détérioration de son habitat naturel.